# Борец саянский
Боре́ц сая́нский (лат. Aconitum sajanense) — многолетнее травянистое растение, вид рода Борец (Aconitum) семейства Лютиковые (Ranunculaceae).

## Распространение и экология
Ареал вида локален и ограничен только приенисейской и правобережной (по отношению к Енисею) частью Западного Саяна. Эндемик Западного Саяна. Описан с Араданских озёр, Араданского хребта(ныне парк Ергаки). В настоящее время известны местонахождения с хребтов Кулумыс, Ойский, Ергаки, Араданский, в бассейне реки Нижняя Буйба.
Произрастает на субальпийских лугах, по берегам рек, ключей, озёр, в редколесьях у верхней границы, на горных высокотравных лугах.

## Ботаническое описание
Стебель высотой 80—200 см, прямой, покрытый мягкими прямыми, отстоящими волосками.
Прикорневые листья в числе 1—2, на длинных (40-80 см) черешках; пластинка в общем очертании округлая, 15-35 см диаметром, на три четверти разделена на широко-клиновидные доли, последние, в свою очередь, заканчиваются удлинёнными, надрезанными, крупнозубчатыми долями. Сверху пластинка голая, снизу опушение из длинных прямых волосков только по жилкам.
Соцветие — более или менее густая, простая, верхушечная кисть из зеленовато-желтовато-коричневых цветков. Шлем почти конический, высотой 4-10 мм, шириной 10—12 мм на уровне носика. Боковые доли околоцветника продолговатые, длиной 8-10 мм, шириной 5-7 мм; нижние доли околоцветника неравные — длиной около 1 см и шириной, соответственно, около 3 и 5 мм. Нектарники с изогнутым или прямым ноготком, головчатым шпорцем; тычинки многочисленные.

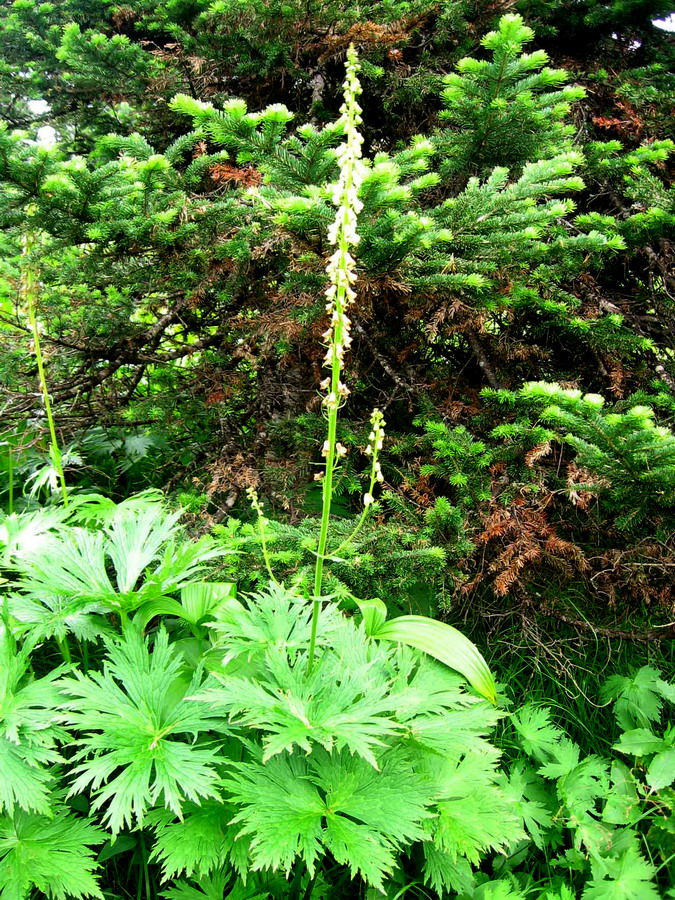
Цветущее растение у верхней границы леса. Западный Саян, парк "Ергаки".

Листовки в числе трёх, голые.

## Охранный статус
Борец саянский внесен в «Красные книги» России (1988, 2008) и Красноярского края (2005). Охраняется в Саяно-шушенском биосферном заповеднике, природном парке «Ергаки», национальном парке «Шушенский бор».

## Таксономия
Вид Борец саянский входит в род Борец (Aconitum) трибы Живокостные (Delphinieae) подсемейства Лютиковые (Ranunculoideae) семейства Лютиковые (Ranunculaceae) порядка Лютикоцветные (Ranunculales).
|  |                       |  |                                               |                                               |                                         |  | ещё четыре подсемейства (согласно Системе APG II) | ещё четыре подсемейства (согласно Системе APG II) |                                           |  |  |  | ещё 2 рода              | ещё 2 рода         |  |  |
|  |                       |  |                                               |                                               |                                         |  | ещё четыре подсемейства (согласно Системе APG II) | ещё четыре подсемейства (согласно Системе APG II) |                                           |  |  |  | ещё 2 рода              | ещё 2 рода         |  |  |
|  |                       |  |                                               | семейство Лютиковые                           |                                         |  |                                                   |                                                   | триба Живокостные                         |  |  |  |                         | вид Борец саянский |  |  |
|  |                       |  |                                               | семейство Лютиковые                           |                                         |  |                                                   |                                                   | триба Живокостные                         |  |  |  |                         | вид Борец саянский |  |  |
|  | порядок Лютикоцветные |  |                                               |                                               | подсемейство Лютиковые (Ranunculoideae) |  |                                                   |                                                   | род Борец, или Аконит                     |  |  |  |                         |                    |  |  |
|  | порядок Лютикоцветные |  |                                               |                                               |                                         |  |                                                   |                                                   |                                           |  |  |  |                         |                    |  |  |
|  |                       |  | ещё десять семейств (согласно Системе APG II) | ещё десять семейств (согласно Системе APG II) |                                         |  |                                                   | ещё восемь триб (согласно Системе APG II)         | ещё восемь триб (согласно Системе APG II) |  |  |  | ещё от 250 до 300 видов |                    |  |  |
|  |                       |  |                                               | ещё десять семейств (согласно Системе APG II) |                                         |  |                                                   |                                                   | ещё восемь триб (согласно Системе APG II) |  |  |  |                         |                    |  |  |